# Hipólito Unanue
José Hipólito Unanue y Pavón (Arica, Virreinato del Perú, 13 de agosto de 1755 - Cañete, 15 de julio de 1833) fue un médico, naturalista, meteorólogo, catedrático universitario, político, precursor peruano de la independencia, reformador de la medicina y fundador de la escuela de medicina de San Fernando, actualmente facultad de la Universidad Nacional Mayor de San Marcos. Destacó también como miembro de la Sociedad de Amantes del País y colaborador del Mercurio Peruano, publicación ésta que tanta importancia tuvo para el fortalecimiento de la idea de la patria peruana en las postrimerías del virreinato. Como político colaboró con los últimos virreyes del Perú, y luego con los libertadores José de San Martín y Simón Bolívar. Fue ministro de Hacienda (1821-1822 y 1824-1825), ministro de Gobierno y Relaciones Exteriores (1824 y 1825) y presidente del Consejo de Gobierno (1825-1826), cargo este último que correspondía a la más alta función ejecutiva de la nación. También fue diputado y presidente del primer Congreso Constituyente del Perú (1822-1823).
Fue autor de la Idea general de los monumentos del antiguo Perú, donde integra la vida del Tahuantinsuyo y la del virreinato, dándoles secuencia histórica y reconociendo como nuestro, todo vestigio de vida prehispánica en el territorio.  
El intelectual y el político integran la personalidad de Unanue; fue un hombre que se sintió llamado a desempeñar un papel de responsabilidad social a la vez que era un notable intelectual.

## Biografía
Nació en la ribereña ciudad de Arica que pertenecía al Virreinato del Perú. Sus padres fueron el vasco Miguel Antonio Unanue y Montalivet y la ariqueña Manuela Pavón y Salgado de Araujo. Su familia no contaba con grandes recursos económicos; por el contrario, su padre —unos días antes de su nacimiento— había quedado al borde de la miseria por la pérdida de una embarcación que constituía su única fuente de ingresos.

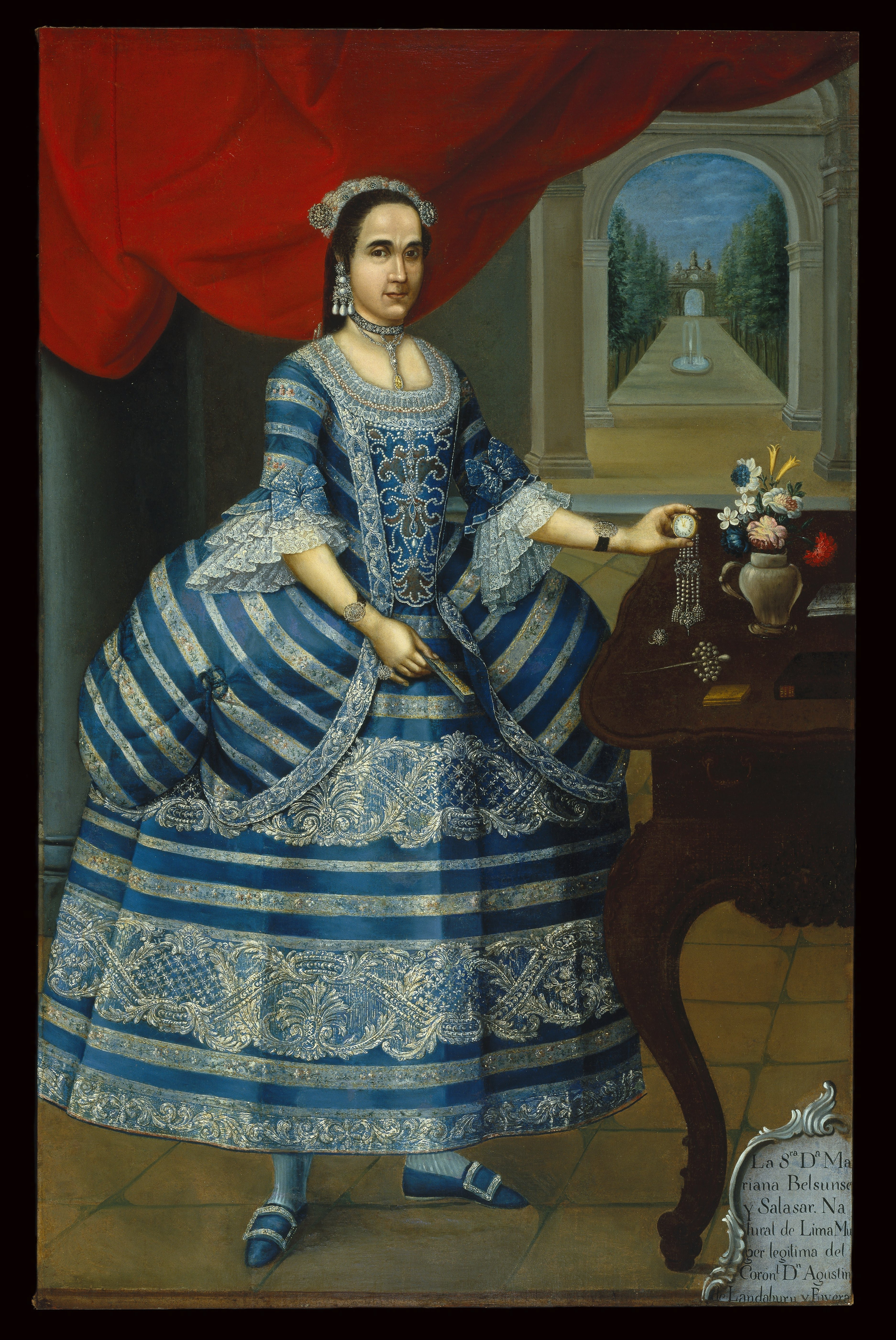
Doña Mariana de Belzunce y Salazar, protectora de Hipólito Unanue durante sus primeros años en Lima.

### Estudios en Arequipa y Lima
Hacia 1777 se trasladó a Lima e ingresó a la Real y Pontificia Universidad de San Marcos, poniendo de relieve su verdadera inclinación: las Ciencias Naturales. Encontró el estímulo oportuno de parte de su tío, profesor de Anatomía, dedicándose entonces, a la carrera de médico, no muy promisoria en aquellos tiempos y en el medio en que le tocaría vivir. Pero, la necesidad de subsistir a sus propias expensas lo llevó a colocarse como preceptor en casa de Agustín de Landaburu y Ribera, uno de los más ricos hacendados de la capital. Aquí, el joven Unanue se fue relacionando con miembros de la alta sociedad limeña, que habrían de brindarle su amistad al descubrir en él las dotes brillantes que poseía y que cultivaba con tanta dedicación y esmero, y que iban a constituir más tarde su mejor clientela en el ejercicio de la medicina.

### Labor académica y profesional
En 1783 se graduó de bachiller en medicina, prestando juramento en diciembre de 1786 en la capilla de la Universidad de San Marcos, en cuyo profesorado ingresó dos años más tarde con la cátedra de "Método de Medicina". Contribuyó a la formación de la Sociedad de Amantes del País (1790), en cuya publicación, el Mercurio Peruano, empezó a escribir bajo el seudónimo de "Aristo". Los temas del Mercurio Peruano eran diversos y de un interés notable. Unanue contribuyó con artículos cuya importancia ideológica se anunciaba en la "Idea General del Perú" aparecida en su primer número, un ensayo analítico encaminado a que el Perú fuera conocido no solo por los peruanos sino también en el extranjero. A través de esa importantísima publicación perfiló la idea de la patria peruana, al presentar al Perú como una unidad geográfica, así como insistir en la búsqueda de una identidad, sea humana o natural.
Logró el apoyo del virrey Francisco Gil de Taboada y Lemos para la creación del Anfiteatro Anatómico de la Universidad de San Marcos, que inauguró el 21 de noviembre de 1792, ocasión en la cual Unanue leyó un discurso titulado “Decadencia y restauración del Perú”. Esta tarea cumplida terminó por encumbrarlo definitivamente dentro del ambiente intelectual limeño. Era por entonces una de las figuras más respetadas entre los estudiosos de la época. Al año siguiente fue nombrado Cosmógrafo Mayor del Reino y editó la Guía Política, Eclesiástica y Militar del Virreinato del Perú (1793-1797). Con el fin de discutir las teorías de los naturalistas europeos sobre la influencia de la naturaleza de América en sus habitantes, publicó Observaciones sobre el clima de Lima y su influencia en los seres organizados, en especial el Hombre (1806), obra que demostraba una madurez intelectual y una lucidez conceptual admirable, mereciendo elogios de los académicos europeos.
El virrey José Fernando de Abascal solicitó su consejo, lo nombró Protomédico General el 29 de noviembre de 1807, y facilitó que se realizara el anhelo mayor de Unanue, el de crear y poner a funcionar un Colegio de Medicina. En un primer momento Unanue obtuvo la cesión del viejo hospital de Santa Ana, mientras se llevaba a cabo la construcción de un edificio propio. A sus propias expensas costeó por su parte, la dotación de enseres e instrumentos para el nuevo local que también contó con el apoyo altruista del gobierno, del alto clero y de familias y personas pudientes de la capital e interior del país. El virrey asistió a los primeros exámenes del curso de Anatomía, Fisiología y Elementos de Zoología, dando solemnidad al acto. Como agradecimiento al virrey por su cooperación decisiva, se bautizó a este centro de estudios con el nombre de Real Colegio de Medicina de San Fernando (1808). También a instancias de Unanue el virrey instaló el cementerio en las afueras de Lima (hoy Cementerio Presbítero Maestro), pues hasta entonces los entierros se hacían en los recintos religiosos.
Entre diciembre de 1808 y febrero de 1809 describe unos "resplandores al atardecer" el cual es usado como  registro de la Erupción misteriosa de 1808.
No obstante su proximidad al gobierno virreinal, Unanue colaboró en periódicos calificados como sediciosos por su propaganda liberal, como El Verdadero Peruano y El Satélite del Peruano. Elegido diputado a Cortes por Arequipa, viajó a España pero llegó cuando ya aquellas habían sido disueltas por la reacción absolutista. Visitó entonces al rey Fernando VII para gestionar privilegios para el colegio de San Fernando, así como solicitar una restitución de bienes para su amigo Agustín de Landaburu y Belzunce. Se cuenta que el rey, al comprobar el vasto conocimiento del sabio peruano, le ofreció el título de Marqués; pero Unanue rechazó con cortesía esta merced y aceptó únicamente un óleo de la Virgen de la Asunción que el monarca tenía en una salita, así como el nombramiento como Médico de la Real Cámara (1815). Asimismo, logró que por real cédula del 9 de mayo de 1815 fuera aprobada la existencia del Colegio de Medicina y Cirugía de San Fernando.

### Durante la Independencia

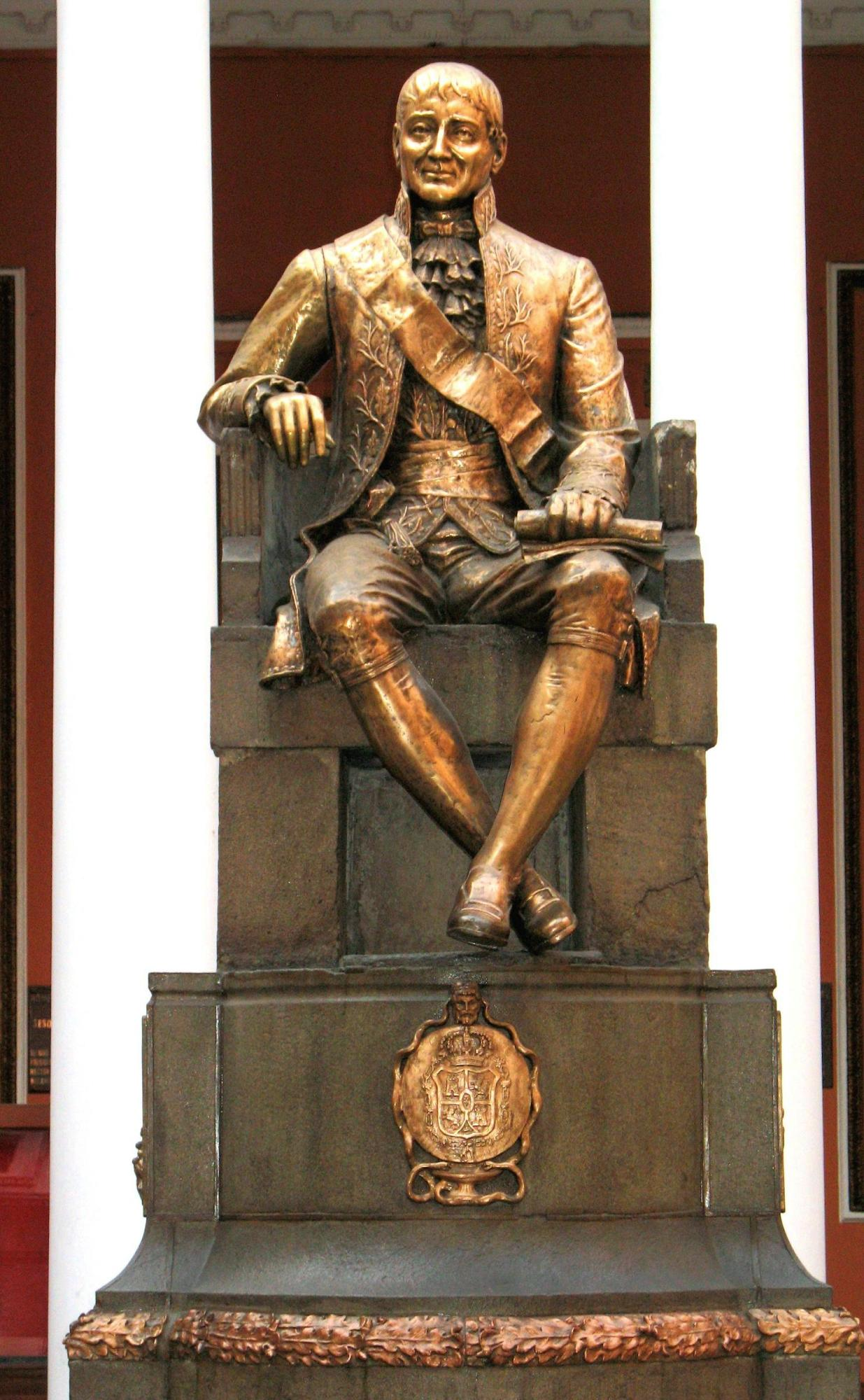
Escultura de Hipólito Unanue en la entrada de la Facultad de Medicina Humana "San Fernando" de la Universidad Nacional Mayor de San Marcos.

Regresó a Lima en 1816 para dedicarse a sus tareas profesionales, docentes y asistenciales, pero, en busca de reposo, se trasladó a Cañete. Retornó a la capital en 1820, llamado por los sucesos que anunciaban ya una próxima emancipación política del Perú. A solicitud del virrey, integró como secretario la delegación realista que se entrevistó en Miraflores con los emisarios del general José de San Martín. Cuando la ciudad de Lima fue ocupada por los patriotas, fue uno de los firmantes del Acta de Declaración de la Independencia, aprobada en sesión de Cabildo Abierto el 15 de julio de 1821.  Proclamada la Independencia del Perú por San Martín e instalado el gobierno protectoral, a Unanue se le encomendó el Ministerio de Hacienda, cargo que ejerció del 3 de agosto de 1821 a 21 de septiembre de 1822. Tuvo que afrontar la trabajosa tarea de mantener la administración del Estado, a pesar de la labor destructora de la guerra y los efectos inmediatos de la libertad económica. Fue, además, uno de los fundadores de la Orden El Sol del Perú y miembro de la Sociedad Patriótica, ante la cual disertó sobre el régimen político más conveniente para el Perú.
Como diputado por Puno integró el primer Congreso Constituyente del Perú, cuya presidencia ejerció de 20 de diciembre de 1822 a 20 de febrero de 1823. Su labor en el Congreso Constituyente fue infatigable y fecunda y con esa mística de servicio se dio por entero a participar en los trabajos de la comisión encargada de redactar el proyecto de Constitución de la República con otros miembros de la Cámara.El 19 de julio de 1823, en Trujillo, Riva Agüero decretó la disolución del Congreso y estableció un senado, conocido como "Senado de Trujillo", compuesto por diez vocales elegidos entre los mismos diputados, uno por cada departamento: Nicolás de Araníbar (Arequipa), Hipólito Unanue (Tarma), José Pezet (Cusco), Francisco Salazar (Puno), José Rafael Miranda (Ayacucho), Justo Figuerola (Huancavelica), Manuel de Arias (Lima), Toribio Dávalos (La Costa), José de Larrea (Huaylas) y Martín de Ostolaza (Trujillo). Este senado celebró 27 sesiones del 18 de septiembre al 18 de noviembre de 1823. Los diputados contrarios fueron enviados al sur. Unanue no aceptó esta nominación y retornó a Lima.
Se entrevistó con Simón Bolívar ni bien este llegó al Perú y pronto se ganó su confianza. Ofició como su médico cuando el Libertador estuvo seriamente afectado de salud en el histórico sitio de Pativilca.
Bajo la dictadura de Bolívar fue ministro de Gobierno y Relaciones Exteriores (de 20 de enero a 3 de abril de 1824), ministro de Hacienda (de 28 de octubre de 1824 a 25 de febrero de 1825), y nuevamente ministro de Gobierno y Relaciones Exteriores (de 26 de febrero a 3 de abril de 1825). Luego ejerció la vicepresidencia del Consejo de Gobierno, cuerpo encargado del gobierno en Lima cuando Bolívar emprendió su gira al sur en abril de 1825. La presidencia de este Consejo de Gobierno debía ejercerla el mariscal José de La Mar, pero por ausencia de este, Unanue se encargó de presidirla, de 10 de abril de 1825 a 5 de enero de 1826; fue así como este sabio ariqueño estuvo a la cabeza del poder ejecutivo en el Perú, hasta que La Mar asumió dicha función.

En el aspecto económico, dictó el primer reglamento de comercio, estableció el personal de aduanas y dio impulso a la agricultura, minería e industria manufacturera. En el aspecto educacional, restauró los colegios que ya no funcionaban, fundó otros colegios en Lima y en provincias, organizó la Dirección General de Estudios y creó sociedades con fines culturales como la Sociedad Filarmónica y el Museo de Ciencias Naturales. Además, creó la primera junta de beneficencia pública, fundó establecimientos hospitalarios y propagó la vacunación para erradicar la viruela.

El 10 de octubre de 1825 fue condecorado con la medalla cívica con el busto de Bolívar. A los plenipotenciarios peruanos enviados al Congreso de Panamá les dio instrucciones para que fueran muy cautelosos en la cuestión de límites, preocupándose así por la integridad territorial del Perú en una época en que todavía flotaba en el ambiente la idea continental de la patria.
Fue uno de los sesenta y cinco diputados electos en 1825 por la Corte Suprema y convocados para aprobar la Constitución Vitalicia del dictador Simón Bolívar. Sin embargo, a pesar de que dicho congreso estuvo convocado, el mismo decidió no asumir ningún tipo de atribuciones y no llegó a entrar en funciones.

### Últimos años

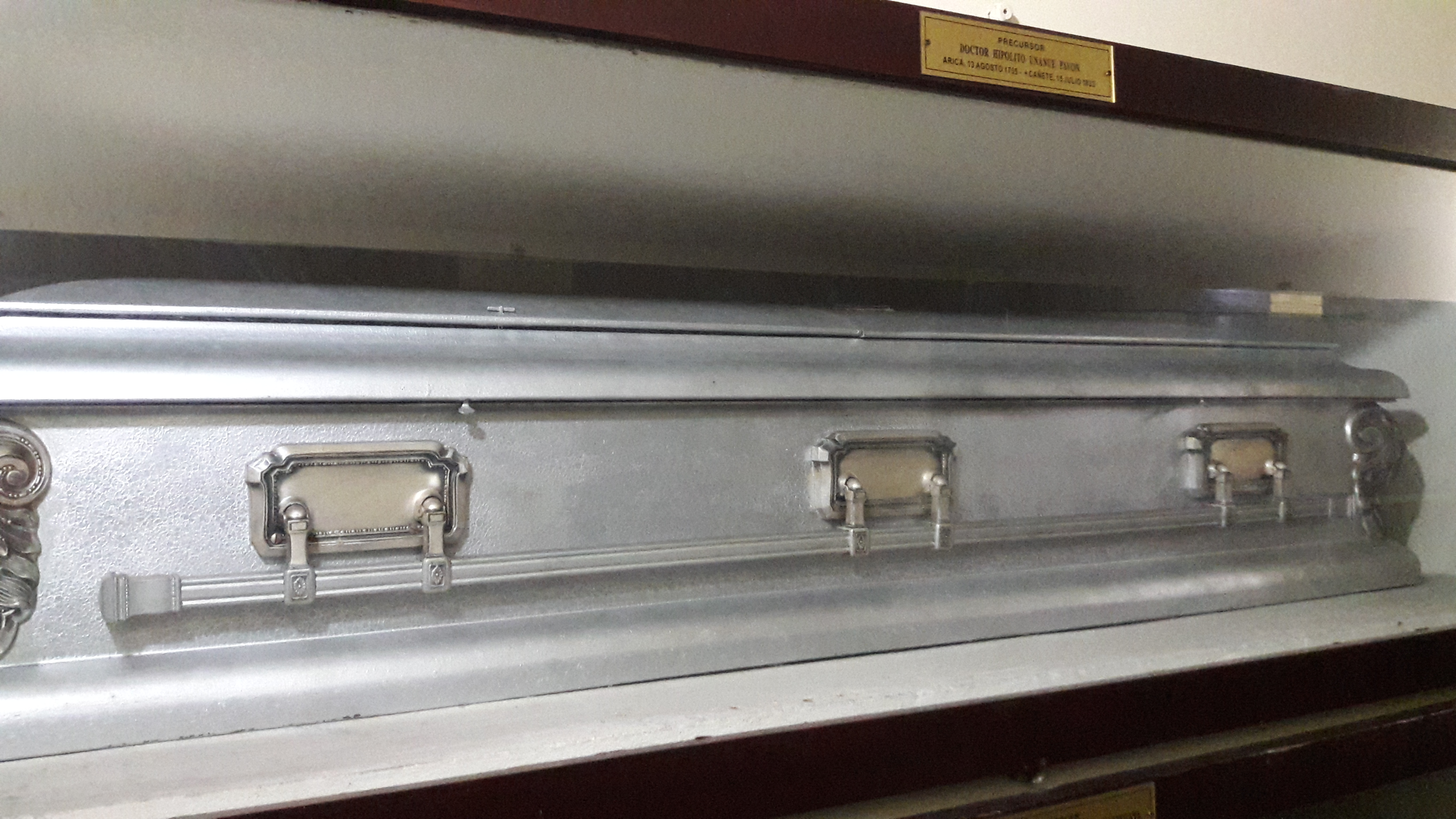
Restos de Hipólito Unanue descansan en el Panteón de los Próceres en Lima.

En junio de 1826 fue nombrado ministro de Justicia y Negocios Eclesiásticos, pero tras la partida de Bolívar se retiró a su hacienda San Juan de Arona, en San Luis de Cañete, donde su hijo José luego edificó el Palacio Unanue en 1840. Enfermo, tuvo que soportar todavía el dolor de perder a su segunda esposa, Josefa de la Cuba. Él mismo, ya en sus días últimos, frecuentó a un vecino ilustre, el exdirector supremo de Chile, Bernardo O’Higgins, dueño de la hacienda Montalván. 
Falleció el 15 de julio de 1833, a los 78 años de edad, en la hacienda San Juan de Arona, a la que se había retirado.
Hipólito Unanue fue de personalidad polifacética, como médico, físico y estadista. Su vida y obra, ampliamente conocidas a través de la historia, han concitado sumo interés entre historiadores y biógrafos, quienes han dado a conocer las sobresalientes cualidades personales y profesionales del recordado sabio y precursor de la independencia peruana.

## Obras escritas
Publicó:
- Guía Política, eclesiástica y militar del Virreynato del Perú, para el año de 1793
- Observaciones sobre el clima de Lima y su influencia en los seres organizados, en especial el hombre[7] (Lima, 1806)
- Obras científicas y literarias
- Proyecto de reglamento de comercio
- Mi retiro y vuelta a la vida del campo

Además escribió diversos artículos que aparecieron en el Mercurio Peruano, El Satélite del Peruano y El Verdadero Peruano. En el primero aparecieron los titulados “Idea general del Perú” y “Sobre geografía física del Perú”.
En toda su obra demuestra su preocupación por el Perú. Para él, la idea de patria o nación peruana era algo real y tangible, y esta emoción peruanista lo llevó a dedicarse al estudio y conocimiento pleno del Perú, desde mucho antes de la Independencia, en pleno período colonial.

Simboliza Unanue, fundamentalmente, la realidad, por algunos desconocida, de que el Perú existe desde antes de la independencia y marca un sentido de continuidad entre las dos épocas; sin que ello implique afrenta ni desdoro, sino, antes bien, honra y prestigio.
 En el Mercurio Peruano el Perú aparece ya en su esencia y su potencia: es visto, estudiado y voceado a través del tiempo como totalidad. Nada más que el Perú, y nada menos que el Perú, parece haber sido el lema de los redactores del Mercurio y, por eso, no prescindieron de la cultura aborigen, pero no prescindieron, tampoco, de la época virreynal. En una superación de todo localismo de época, región, raza o ciencia, acogieron estudios históricos, geográficos, de ciencias puras y aplicadas, económicos, institucionales, costumbristas, lingüísticos y literarios sobre el Perú total.

El Perú es mencionado por primera vez en el Mercurio Peruano con el nombre de PATRIA, y a través de esa simple identificación, Unanue insinuó la idea del separatismo con respecto a la metrópoli, sin necesidad de ser más explícito. Es por ello que se incluye a este sabio en la galería de los ilustres precursores de la Independencia del Perú, aunque hay que recalcar que evolucionó lentamente del fidelismo al separatismo. Proclamada la independencia, puso su talento al servicio de su patria, como ministro de estado bajo los gobiernos de San Martín y Bolívar.
Su obra dispersa fue compilada en forma incompleta por su descendiente, Eugenio Larrabure y Unanue, en 1914.

## Descendencia
En 1789 contrajo matrimonio con Manuela de la Cuba y la Rocha, con la que no tuvo descendencia. Ella falleció en 1804 y antes de morir le pidió a Unanue que se casara con Josefa de la Cuba y Ballón, sobrina suya. Así lo hizo el sabio el 26 de noviembre de 1804.
De este segundo matrimonio nacieron seis hijos:
- Manuela de Jesús Unanue de la Cuba, casada con Francisco Manuel de la Mata Linares Vásquez.
- Juan Crisótomo Hipólito Unanue de la Cuba, quien murió de infante por asma como lo menciona Unanue en su obra Observaciones sobre el clima de Lima.
- Germán Unanue de la Cuba, quien muere a los 22 años en Panamá, regresando de sus estudios en Londres.
- Francisca Unanue de la Cuba, casada con Pedro Paz Soldán y Ureta.
- Rosa María Micaela Unanue de la Cuba, casada con Marcel Eugène Larrabure Damestoy.
- José Unanue de la Cuba, quien murió soltero. José fue quien mandó a construir el Castillo Unanue y en 1855 formó parte del grupo de socios fundadores del Club Nacional.

De sus hijos, sólo Francisca y Rosa María tuvieron descendencia hasta el día de hoy. La primera se casó con el político Pedro Paz Soldán y Ureta y la segunda con el comerciante francés Marcel Eugène Larrabure Damestoy. Su hija Manuela de Jesús tuvo hijos y nietos con su esposo Francisco Manuel de la Mata Linares Vásquez, pero la descendencia por esa rama familiar se extinguió al eventualmente morir todos solteros sin hijos.
De Hipólito Unanue descienden, a través de sus hijas, los siguientes personajes destacados:
- Pedro Paz Soldán y Unanue
- Eugenio Larrabure y Unanue
- Carlos Ortiz de Zevallos y Paz-Soldán
- Luis Alayza y Paz Soldán
- Francisco Alayza y Paz Soldán
- Carlos Larrabure y Correa
- Pedro José Rada y Gamio
- Domingo García Rada
- Luis Felipe Alarco Larrabure
- Rosa Alarco Larrabure
- Claudio Alarco von Perfall
- Domingo García Belaúnde
- Víctor Andrés García Belaúnde
- José Antonio García Belaúnde
- Juan Luis Cipriani Thorne
- Alfredo Thorne Vetter
- Diego García-Sayán Larrabure
- Mariana Larrabure de Orbegoso

## Honores
Unanue recibió la Orden del Sol de José de San Martín y fue condecorado con la medalla cívica con el busto de Bolívar.
Desde 1969, el Hospital Nacional Hipólito Unanue se convierte en Hospital General Base Centro de Salud Hipólito Unanue Área Hospitalaria Nº 3 en su honor y mediante R.M. 027-91-SA-DM se le asigna la denominación de Hospital Nacional Hipólito Unanue.
En 1994 la Facultad de Medicina de la Universidad Nacional Federico Villarreal adoptó el nombre de "Hipólito Unanue" como homenaje a este ilustre médico peruano.

### Epónimos
- Familia Plantaginaceae
  - Género Unanuea (Ruiz, Pav. ex Pennell, 1846),[10] sinónimo de Stemodia

- La abreviatura «Unanue» se emplea para indicar a Hipólito Unanue como autoridad en la descripción y clasificación científica de los vegetales.[11]